# Anastrepha quararibeae
Anastrepha quararibeae
 es una especie de insecto díptero que Lima describió científicamente por primera vez en el año 1937.
Esta especie pertenece al género Anastrepha de la familia Tephritidae.